# Freedom to Roam
Freedom to Roam är Nikola Sarcevics fjärde soloalbum, utgivet 3 mars 2013 på Stalemate Music.

## Låtlista
1. "Ophelia" – 3:50
2. "Drunk No More" – 3:38
3. "Loved You Before" – 4:03
4. "Into the Arms of a Stranger" – 2:40
5. "In Love with a Fool" – 4:28
6. "Here and Now" – 3:15
7. "Free Man" – 4:32
8. "Still Loving You" – 3:26
9. "Which Way to Go" – 5:05
10. "The Final Chapter" – 2:42

## Personal
- Nikola Sarcevic: sång, gitarr
- Olle Björk: trummor
- Per Stålberg: bas, gitarr
- Håkan Svensson: lapsteel
- Nils Dahl: piano, orgel
- Björn Almgren: saxofon

### Fotnoter
1. ↑  ”Freedom To Roam”. Nikola Sarcevic. Arkiverad från originalet den 10 januari 2013. https://web.archive.org/web/20130110053858/http://nikolasarcevic.com/start/?page_id=19. Läst 20 juli 2013.